# Real Fábrica de Sedas de Talavera de la Reina
La Real Fábrica de Sedas de Talavera de la Reina, también conocida como Real Fábrica de Tejidos de Seda, Oro y Plata de Talavera de la Reina, fue una manufactura real que en conjunto quedaba ubicada tanto en Talavera de la Reina como en Cervera de los Montes, ambas en la provincia de Toledo (España). Su actividad comenzó en el siglo XVIII y se extendió hasta mediados del siglo XIX, pues, desde 1748 hasta 1862, la fábrica fue el motor laboral de la zona y, en consecuencia, se convirtió en una de las principales fuentes de ingresos de la comarca talaverana.

## Contexto
La creación de la Real Fábrica de Sedas de Talavera de la Reina responde a la política económica que la dinastía de los Borbones emprendió en el siglo XVIII, con su llegada al trono español. Esta dirección fue iniciada por Felipe V tras la Guerra de Sucesión, creando un programa de reformas cuyo principal objetivo era proteger la industria nacional hasta lograr la independencia del exterior, especialmente de Francia e Inglaterra. Tanto Felipe V como sus sucesores, Fernando VI, Carlos III, Carlos IV y Fernando VII, promovieron una economía moderna con el fin de redirigir la precaria situación del país: se impulsó una acción tutelada por el Estado a partir de una política intervencionista. Desde aquí, hay que entender la creación de manufacturas dependientes de la Real Hacienda o de particulares, pues estas siempre quedarían financiadas por el Estado. Con esta política se pretendía que, en el sector industrial, las fábricas españolas aumentaran su producción.
Más allá del modelo financiero, esta manufactura real se estableció en Talavera por su ubicación, pues la ciudad estaba situada cerca de Madrid. Otras razones que motivaron su establecimiento fueron la tierra, el clima y la abundancia de agua en la zona, gracias al río Tajo, y la relativa proximidad de la Sierra de Gredos.
Por otra parte, la fábrica fue elegida de seda porque Talavera de la Reina tenía cierta tradición textil, pues este trabajo ya es importante en la ciudad desde el siglo XVI: en 1518, la confección ocupa el primer lugar entre las profesiones más comunes, por detrás de los jornaleros y el servicio. De este modo, el gran número de tejedores y sastres conducirá al auge del sector. Además, en esta época la población talaverana experimentará un notable crecimiento demográfico, reflejo de la prosperidad económica que provoca la industria textil, la cual no deja de crecer, hasta la crisis del siglo XVII. En contraste, la actividad acaba por prolongarse al siglo XVIII, cuando se fundará la Real Fábrica, aunque, precisamente, la seda no fuera un producto que se trabajase. Con todo, a lo largo de este siglo, la situación se recupera y es que la fundación de la manufactura permite que se acreciente la importancia de la industria textil talaverana.

## Historia

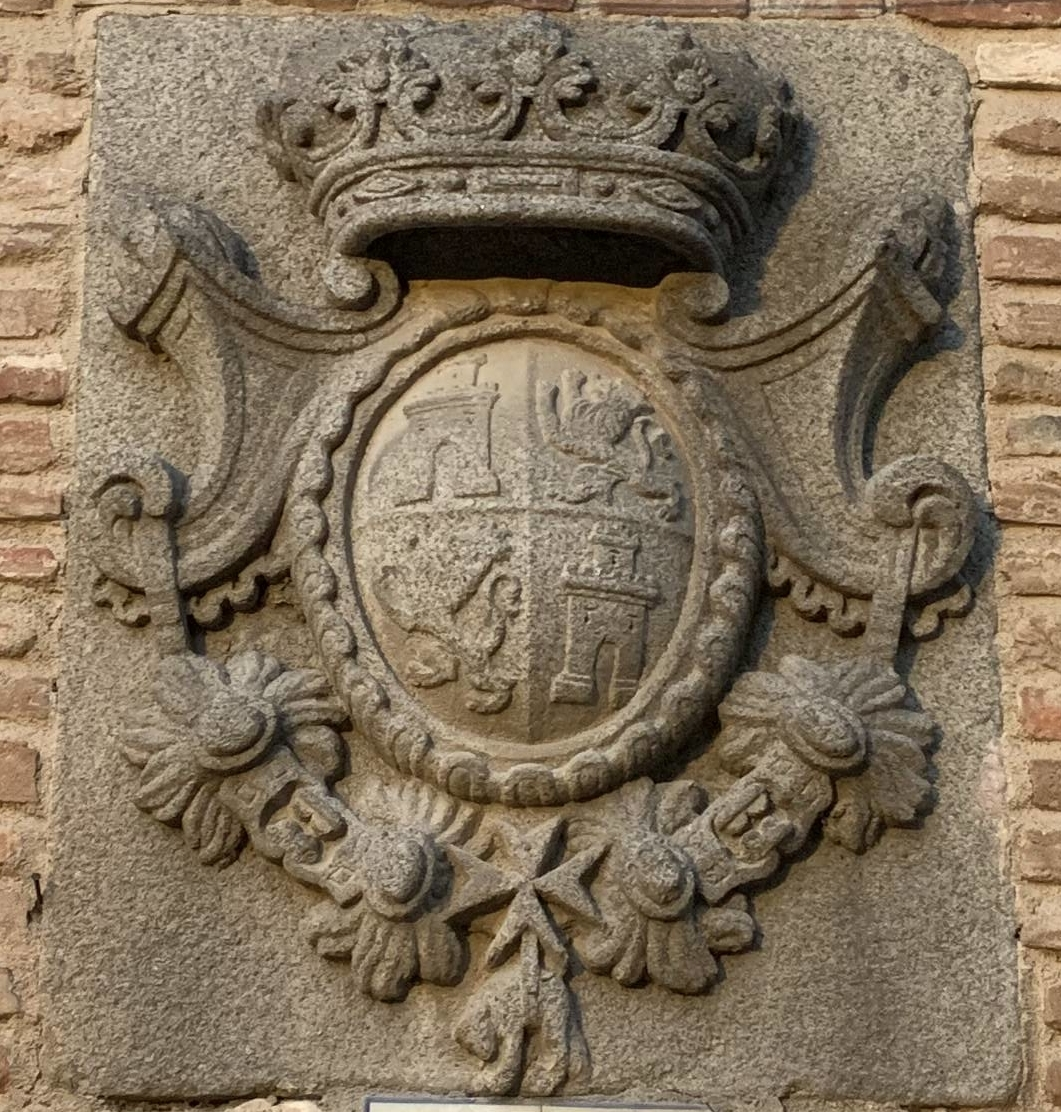
Escudo de la Real Fábrica de Sedas de Talavera de la Reina.

La Real Fábrica de Sedas de Talavera de la Reina fue creada en 1748 y su funcionamiento cesó en 1862. Sucediendo a su padre, Felipe V, y heredando su interés por una economía nacional, las razones que llevaron a Fernando VI a instalar en Talavera de la Reina una fábrica de sedas estuvieron basadas en su objetivo primario: crear una fuerza industrial que compitiera con otras del mismo género, sobre todo francesas. Aconsejado por sus ministros ilustrados, el Marqués de la Ensenada y José Carbajal y Lancaster, la decisión del monarca fue un exponente más de la política económica dirigida hacia una industria nacional que permitiera perder la dependencia por la importación extranjera.

### Antes de la fábrica: la firma del contrato
La firma del contrato para la creación de la manufactura real tuvo lugar en 1748, entre el primer director de la Real Fábrica, el francés Juan Rulière, y el Marqués del Puerto, embajador de España en La Haya.

### 1748-1762: la Real Hacienda y la dirección de Juan Rulière
El primer período de funcionamiento de la Real Fábrica estuvo dedicado a la creación y gestión directa por parte de la Real Hacienda; en este momento, Rulière, llegado de Lyon, actuó como director del establecimiento. Para los primeros pasos de la fábrica se consiguió todo el personal especializado para el trabajo textil. A además, hubo de trabajarse en la construcción y adaptación de los edificios necesarios para albergar las máquinas (tornos, molinos, telares, etc.). Así, para los primeros pasos de la fábrica se destinarán 123 personas, casi todos franceses, aunque pronto la cifra ascendió a más de 600 artesanos.
Esto es así porque, si bien en un principio la ciudad talaverana verá con inquietud la fundación del recinto industrial, el éxito del establecimiento será inmediato. La apertura de la fábrica provocará un gran movimiento migratorio hacia Talavera de la Reina y a los primeros trabajadores franceses traídos por Rulière se sumarán italianos, belgas y alemanes. La llegada de mano de obra extranjera se extendió desde los inicios de la manufactura hasta 1754. Por su parte, a partir del año siguiente, desde 1755, la aportación de trabajadores españoles comenzará a ser muy importante y hasta 1759 la plantilla de la fábrica vive un aumento progresivo. No obstante, la fuerza inmigratoria aún se prolonga hasta los años 60 del siglo XVIII, pues, cuando la Real Fábrica cambia de dueños en 1762, el número de operarios comienza a decaer.
Pese al éxito, pronto comenzaron las acusaciones contra Juan Rulière por manejo indebido de corrientes y gasto de fondos; para justificarse, en 1754 hizo un reglamento y en 1756 estableció la contaduría y tesorería. Del mismo modo, desde bien pronto la fábrica contó también con asistencia médica y religiosa. Además, el prestigio de la fábrica entre los talaveranos y la popularidad de su director aumentaron cuando este propuso a la administración ir construyendo de forma separada aquellos edificios que fueran necesarios para la manufactura real. La obra respondía a un plan personal de Rulière y, pese a la inversión, debió entregar la dirección por sus problemas judiciales. Así, en 1762, la gestión del primer director deja en la fábrica una producción de 13.000 libras de seda, 2.800 marcos de plata y 44 marcos de oro, utilizándose 808 telares; por su lado, el número de operarios necesarios para el trabajo era de 1.134. Tal fue el trabajo en este primer periodo de funcionamiento que los tejidos talaveranos llegaban a palacios de toda España, especialmente a Madrid y Aranjuez.

### 1762-1780: la compañía de los hermanos Uztáriz
Entonces, en 1762 se cedió la industria a la compañía de los hermanos Uztáriz: estos pretendían conseguir el beneficio de algunos privilegios en la venta de productos de ultramar, para lo cual se necesitaba negociar con determinados productos entre los que se incluían los tejidos de la Real Fábrica de Talavera.
Con este objetivo, se acentúa la contratación de obreros y, entre 1775 y 1779, se da un nuevo auge laboral en el recinto de seda, de modo que la producción de la fábrica se incrementó. En torno a 1778, la industria consumía 21.000 libras de seda, 4.000 marcos de plata y 60 de oro. Con esto se producían 55.000 varas de cajones, 560.000 varas de cintas, 5.000 pares de medias de seda, 32.000 varas de telas, 8.200 para de terciopelo, 2.300 varas de telas de oro y plata, 2.000 varas de matizados de seda, 10.500 de damascos y 1.000 varas de bayeta de seda, sin contar los pañuelos, botonería, etc.
Pese a estas cantidades y a la continua llegada de trabajadores hasta 1780, para los Uztáriz la manufactura real no fue rentable. De este modo, la gestión de los hermanos finalizó, en quiebra, con la restitución de la Corona en ese mismo año y redirigiéndola Fernando Fernández Molinillo.

### 1780-1785: la Real Hacienda retoma la Real Fábrica
Tras recuperar el mando real, la Real Fábrica dependió, hasta 1785, directamente, y por segunda vez, de la Secretaría del Despacho de Hacienda, concretamente de la Junta General de Comercio y Moneda. En este último año la manufactura volverá a cambiar de manos y comenzará a pertenecer a los Cinco Gremios Mayores de Madrid.
En el intervalo de esta nueva etapa la producción se centra en Talavera de la Reina, abandonando los molinos de Cervera e instalando en la ciudad nuevas máquinas de hilar y torcer. Así, en 1785 da trabajo a 4.000 personas, lo que, acompañado de la alta producción, sitúa en esta época el momento de máximo auge de la fábrica. Esto lo demuestran las piezas producidas en la época: entre las más representativas destaca una tapiz marrón, con flores, figuras blancas y perfiles morados que se mandó fabricar para la Corte de la reina María Luisa de Parma, en El Escorial.
No obstante, la crisis de fin de siglo provocó que el 24 de agosto de 1785 se firmara el traspaso entre Pedro de Lerena, Secretario del Despacho Universal de la Real Hacienda, y Josef Pérez Roldan y Francisco Antonio Pérez, diputados de los Cinco Gremios Mayores. El acuerdo disponía que la manufactura real era propiedad de la Corona, pero los Cinco Gremios fueron considerados adquirientes de todo el complejo.

### 1785-1851: los Cinco Gremios Mayores de Madrid
La firma del contrato permitía a la administración de los Cinco Gremios Mayores el uso de la fábrica durante veinte años, tras lo cual existía la posibilidad de renovar el acuerdo. Además, el trato incluía todas las herramientas y maquinaria del establecimiento, además de sus edificios, cedidos con la obligación de mantenerlos en buen estado. Sin embargo, a partir de esta última etapa, en manos de los madrileños, la Real Fábrica de Sedas inicia una cierta decadencia.
Así, la manufactura real talaverana estuvo dirigida por los Cinco Gremios desde 1785 hasta su cierre definitivo, periodo durante el cual pueden observarse dos fases bien diferenciadas según la gestión económica en cada momento. Aquí hay que tener en cuenta que los Cinco Gremios Mayores de Madrid eran conocidos por su experiencia en este tipo de trabajos y es que también gestionaban la Real Fábrica de Sedas de Valencia; no obstante, nunca llegaron a incrementar la anterior rentabilidad de la Real Fábrica de Sedas de Talavera de la Reina. Por ello, desde ese momento, con la Guerra de la Independencia y las restricciones del comercio con América, comienza el declive de la fábrica.

#### 1785-1846: de Real Fábrica a Fábrica Nacional
Durante este periodo, se producen telas, terciopelos y flequillos de oro y plata, además de seda, pañuelos, cintería, listonería, medias y cortes de chupas. De este modo, en 1799, en la manufactura un total de 1.285 obreros atendía 277 obradores en producción.
Pese a todo, la actividad de la fábrica va a sufrir un duro golpe en la Guerra de la Independencia: las tropas francesas derribaron algunas instalaciones y maltrataron otros muchos edificios. En este momento, la fábrica era dirigida por Juan Francisco Aparicio, pero en su casa, en la Casa del Director, José Bonaparte se alojó durante tres días mientras duraba el conflicto. Terminada la contienda, la ciudad atravesará años difíciles para su economía y resultará escasísimo el rendimiento de la industria real, tanto que en 1835 tenía 203 empleados. Por su parte, la producción, las ventas y la distribución, a pesar de las dificultades, se mantuvieron activas hasta 1846 y, entre las piezas de este periodo, en 1825, la Real Fábrica de Sedas produjo un encargo para Fernando VII: unas sederías tejidas para exponerse en el Palacio de El Pardo. Tras este último gran trabajo, comienza una lenta agonía en la industria, pues, arrastrando las consecuencias del conflicto con los franceses, la empresa textil deberá soportar ante la primera guerra carlista, la cual contribuyó aún más a su decadencia.
En esta época, la denominación de origen de la Real Fábrica de Tejidos de Seda, Plata y Oro se cambia y, ante la corriente liberal que llega durante la regencia de María Cristina, el establecimiento pasará a conocerse como las Fábricas Nacionales de los Cinco Gremios Mayores de Madrid. Todo sucede por las políticas liberales del momento, de modo que será necesario deshacerse de las connotaciones que representaban a la Corona. Entonces, a partir de ese momento, la manufactura de seda será conocida como las Fábricas Nacionales de Seda, aunque popularmente se hará referencia a ellas como las Fábricas de Sedas.

#### 1846-1851: la quiebra de la industria
Desde 1846, por el estado económico que venía arrastrando, la compañía de los Cinco Gremios quebró formando una nueva sociedad denominada Compañía Fabril de los Cinco Gremios: esto ya pronostica el cierre de la fábrica de seda Talavera de la Reina. Tal situación debe ser atribuida, especialmente, a la decadencia que la industria había alcanzado, al igual que sucede en las fábricas de Toledo, Granada, Córdoba y Sevilla, y es que no había competencia posible frente a los tejidos valencianos, perfectos imitadores de las manufacturas de Lyon. Esta situación se alargó hasta 1851, año en el que el trabajo en el complejo manufacturero pasó a ser mínimo, dejando sin trabajo a unas 2.000 personas y arruinando una de las fuentes de ingresos de Talavera y comarca.

### 1851-1862: última producción de la fábrica
En 1851, la antigua real fábrica mantiene una ligera producción, pues coexiste con otros talleres y pequeñas fábricas del sector textil, aunque por su escaso funcionamiento la manufactura se concibe popularmente cerrada. Así, en 1852, los Cinco Gremios Mayores aún disponen de la mayoría de los edificios y tierras que recibieron de la Secretaría de Hacienda.
En 1853 la fábrica de Talavera adquiere varios hilanderos y tornos, y esta compra se repite en 1854, de modo que para estos años el trabajo de la industria necesitaba maquinaria. Para entonces, en 1855, con la ley de Desamortización de Madoz comienza un proceso de subasta y venta y algunos edificios del complejo fabril talaverano dejarán de pertenecer a los Cinco Gremios. Con ello, parte de las construcciones que componían el conjunto manufacturero pasaron a titularidad pública para destinarlos a fines diversos (cuarteles, cárceles…). En 1856 llega el declive definitivo de la fábrica y la cotización de los Cinco Gremios Mayores irá disminuyendo desde 1858 hasta 1861.
Finalmente, en 1862 tiene lugar el cese definitivo de la Real Fábrica de Tejidos de Seda, Plata y Oro de Talavera de la Reina. A pesar de ello, la industria sedera continuará su actividad en la zona en otras pequeñas empresas y talleres a lo largo de la segunda mitad del siglo XIX. El oficio de tejedor se convertirá en una de las señas de identidad profesional de los talaveranos, del mismo modo a lo que representa allí la cerámica.

## Descripción
La Real Fábrica de Sedas de Talavera de la Reina quedaba físicamente dispersa y es que sus dependencias estaban distribuidas entre esta localidad y Cervera de los Montes. La imposibilidad de construir un único recinto y la inexistencia de un inmueble adecuado que se adaptara, desde el primer momento, a las necesidades que precisaba la nueva manufactura llevaron a que las distintas operaciones de producción se repartieran en varias construcciones. Esta configuración permite considerar a la manufactura real talaverana como una fábrica concentrada, pues era típico que las fábricas del siglo XVIII, a imitación de las francesas, fueran empresas concentradas, pero que físicamente quedaran organizadas en espacios independientes. La relación de edificios y terrenos propios de la Real Fábrica de Talavera de la Reina y de Cervera de los Montes conformaban la totalidad del complejo manufacturero en 1785.
En la distribución espacial de edificios y terrenos de la fábrica se observa un rasgo común en todos los que poseía en Talavera: todos se situaban en la zona oeste de la ciudad, integrados en el popular barrio de la Puerta de Cuartos. La Iglesia de San Andrés constituía el centro espiritual de los trabajadores y aquí estaba la Casa de la Dirección, la Casa y Patio de San José, las oficinas del Tinte, la Casa de los Molinos de San Andrés, la dependencia de la Carnicería... También integrados en la zona se ubicaban la Casa de los Molinos, la Afinaduría o Fundería y la Casa de la Hilanza. Todo demuestra que los cometidos a los que estaba destinada la fábrica requerían de amplio espacio. No obstante, con el paso del tiempo casi la totalidad de edificios de la manufactura han desaparecido, especialmente los que se encuentran en Talavera de la Reina; mejor conservados están los de Cervera de los Montes

### Edificios y terrenos de la manufactura

#### En Talavera de la Reina
Un total de trece edificios y dos terrenos formaban el conjunto industrial, completo, de la Real Fábrica de Tejidos de Seda, Plata y Oro, en Talavera de la Reina, pues a esta parte de la manufactura deben sumarse también las construcciones ubicadas en Cervera de los Montes.
- La Casa de los Molinos Nuevos

El edificio también era conocido con otros nombres, tales como la Casa de las Máquinas, la Casa Grande de los Molinos y la Oficina del Paseo de la Puerta de Cuartos. La Casa de los Molinos Nuevos fue el conjunto de mayor tamaño: tenía tres plantas e incluía un sótano y varias galerías subterráneas. En la planta baja se distribuían doce molinos de torcer seda, que se accionaban por la fuerza del agua extraída de dos pozos situados en el patio. En el piso de abajo, otra máquina hacía funcionar dos tornos, comunicándose con la planta más alta mediante una abertura que permitía mover ocho dobladores que allí se ubicaban. Por el resto del inmueble se distribuían otras habitaciones para oficinas y telares.
- La Casa de la Afinaduría

En la Casa de la Afinaduría se realizaban las operaciones de fundición y tirado de los metales de oro y plata. El edificio estaba formado por dos plantas y, debido al valor del material con el que se trabajaba, estaba custodiado con unas puertas de hierro que la protegían. Con todo, las dependencias de la Casa de la Afinaduría se distribuían entre su oficina y una zona de trabajo, en la planta superior, con telares de cintas y ropas anchas y desvanes gateros.
- La Casa de la Hilanza

Levantado en 1746, este era el edificio de mayor valor productivo, pues en él se realizaban las primeras tareas de ahogado del capullo, hilado y devanado de la seda, además de servir de hilatura; así, el lugar también se conocía bajo el nombre de la Casa de las Hilanderas por el personal que allí trabajaba. El edificio, en la antigua calle del Cristo de Santiaguito, tenía dos plantas con numerosas zonas de trabajo. También disponía de trojes, zonas para guardar la seda mojada y que secara, guardarropas, una carbonera, patios interiores y un cuarto para el guardia.
- La Casa de los Molinos de San Andrés

Situada frente a la Iglesia de San Andrés, en su plazuela, esta construcción tenía dos plantas y albergaba tres molinos de torcer seda, junto con varias dependencias para los cardadores.
- La Casa de San José

Este era uno de los edificios emblemáticos de la Real Fábrica: constaba de planta baja, un segundo y un tercer piso. En su interior se encontraba la vivienda del guardia del almacén de maderas, el propio almacén de esta y el de las sedas. En uno de sus accesos quedaba ubicado el santo de devoción de la fábrica, San José, en un hueco central de la pared. Otras dependencias de las que disponía el lugar fueron las oficinas de los dibujantes y de los telares, la cerrajería, la sale del ensaye y la de los hiladores de oro.
- La Casa de la Dirección

También este edificio estaba en la Plazuela de San Andrés, enfrente de la iglesia del convento, lo que entre los talaveranos es conocido como el antiguo alfar del Carmen. Construida en dos plantas, la casa servía como vivienda del director, con oficinas de la dirección, la contaduría, la tesorería y pequeños almacenes. En su interior, además de patios, existía un jardincillo, el Paseo de los Leones, con una fuente en medio. Sin embargo, hay que indicar que este edificio no fue propiedad de la fábrica hasta 1786.
- Las Casas unidas: la Casa de los Bazanes y la Casa del Tinte

Las construcciones eran dos casas que estaban unidas: una de ellas pertenecía a la familia de los Bazanes y en la otra se realizaban las tareas propias del tintado de sedas. De ellas, la Casa de los Bazanes tenía orientada su fachada hacia la Calle del Carmen, vía aún conocida como tal, y la planta principal que albergaba las oficinas. Por su parte, a la Casa del Tinte llegaban las sedas para su tintado; el lugar se completaba con otras viviendas, almacenes de tintes y la zona de calderas con hornos.
- La Casa de la Carpintería

Su fachada miraba a la Calle Juan de Mariana. El edificio tenía dos plantas: en la baja estaba el taller de la carpintería, además de varios cobertizos y dos patios; en la planta principal se encontraban las habitaciones. Se trata de un tipo de construcción todavía queda reflejado por las calles de Talavera de la Reina, pues sigue presente en algunas construcciones antiguas de la ciudad.
- La Casa en la Calle de Bancaleros

Esta casa estaba tan deteriorada que, en 1818, ya consta totalmente arruinada: situada en la calle de su mismo nombre, era una planta baja con dos habitaciones, unas cuadras y un pajar.
- La Casa de la Carnicería

Estaba situada un poco más arriba de la Casa de la Carpintería, en dirección a la Puerta de Cuartos. El sitio servía de almacén de la carnicería y constaba de dos plantas: la baja, con tres dependencias de carnicería, y la principal.
- La Casa de la Puerta de Cuartos

Este edificio estaba ubicado en el solar en el que, tradicionalmente, se situaba la casa en la que había nacido Juan de Mariana. En su construcción, presentaba una planta baja, con cochera, portal y patio, y otra principal.
- La Casa en la calle de San Andrés

El edificio se encontraba en la Calle de San Andrés y ya era conocido por estar bastante dañado.
- La Casa arruinada en la calleja de San Antón

Como la anterior, esta construcción estaba también muy deteriorada.
- La Tierra del Paseo de la Magdalena

Esta tierra era propiedad de la fábrica y estaba situada al final del Paseo Nuevo, también conocido como el Paseo de la Puerta de Cuartos. Sin embargo, el espacio estaba muy desaprovechado, puesto que solo se utilizaba como plantación de un álamo y diez olivas.
- La Tierra junto a la oficina de la Hilanza

Como su nombre explica, esta zona se encontraba delimitada con la Casa de la Hilanza, entrando en contacto con parte del arroyo de la Portiña y con el río Tajo.

#### En Cervera de los Montes
Cervera de los Montes acogió parte de las instalaciones del complejo industrial: el conjunto acabó estando formado por tres casas y ciertas parcelas. Rulière decidió comenzar a enviar al pueblo a los operarios que enfermaban, pues la calidad del agua era mejor y las temperaturas eran más suaves; además, en esta zona coincidía que se extendían amplias plantaciones de moreras para la seda. Poco a poco, de una enfermería se pasó a la construcción de edificios para los telares. Sin embargo, en la organización industrial, Cervera no podía funcionar de forma autónoma a la dirección talaverana.
- La Casa de los Molinos

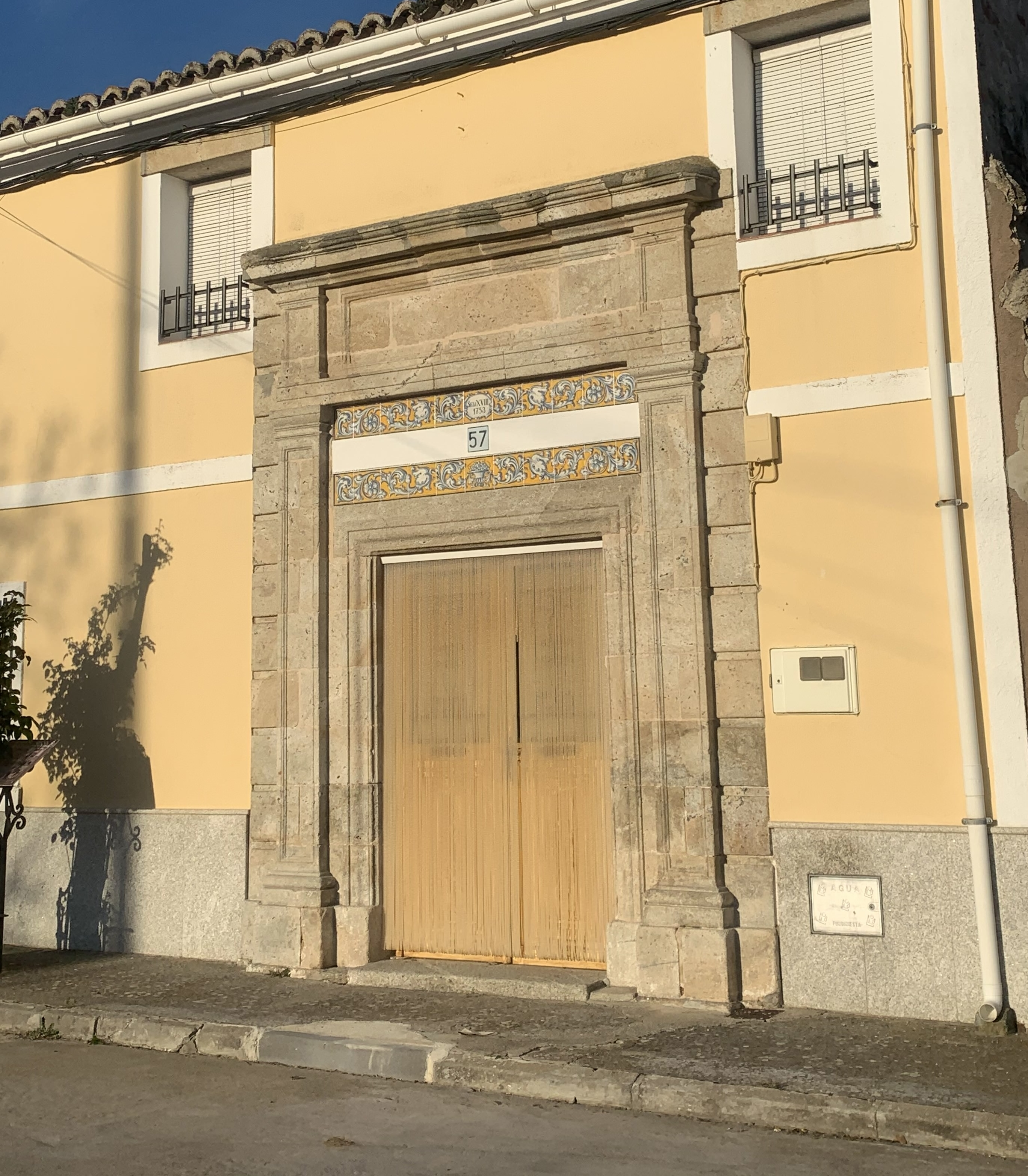
Portada de acceso de la Casa de los Molinos, que decora una casa particular en Cervera de los Montes.

También denominado como la Casa Grande, este era el edificio central en Cervera de los Montes, siendo, tras la Casa de la Hilanza talaverana, la segunda construcción más grande de la Real Fábrica. En esta otra Casa de los Molinos se realizaban las tareas de devanado, doblado y torcido de la seda, gracias al funcionamiento de los molinos que en ella se ubicaban. Dicha maquinaria estaba repartida por la planta baja del edificio. Junto a estas, dos máquinas para aprovechar la fuerza de los bueyes y otras auxiliares completaban los utensilios de esta construcción. Con el paso del tiempo, el lugar ha quedado dividido y forma varias casas particulares, distinguiéndose aún en una de ellas los detalles de la portada original.
- La Casa de la "Bueyería"

Esta construcción, como su nombre indica, servía para guardar los bueyes del trabajo industrial. Estaba situada junto a la Ermita de la Soledad y se abría a un paseo de álamos que se extendía hasta la Calle Real. Aquí, a ambos lados, se comenzó a construir la casa que sirvió para la hilanza, así como en la que se planeaban instalar los telares de terciopelo, pero la mudanza no llegaría a concluirse.
- La Casa de la Hilanza

Pese a que la producción en Cervera fue siempre mínima, esta edificación resultaba necesaria: en ella se ubicaría el funcionamiento de los molinos. El paso del tiempo y el urbanismo han provocado que esta construcción quedara dividida en dos partes, un pajar y un corral. No obstante, en el lugar aún permanecen restos de las chimeneas de la época industrial.
- La Tierra de Rodeo Caver
- La Tierra junto a la Cerca Nueva
- La Tierra junto al Cercado de la Hilanza

## Legado histórico y restos conservados
Tras la Guerra Civil, la talaverana Casa de la Hilanza sirvió de cárcel y en ella fueron recluidos miles de republicanos. Posteriormente, el Instituto de Educación Secundaria Ribera del Tajo se situaría en la zona en la que se ubicaba esa hilatura.

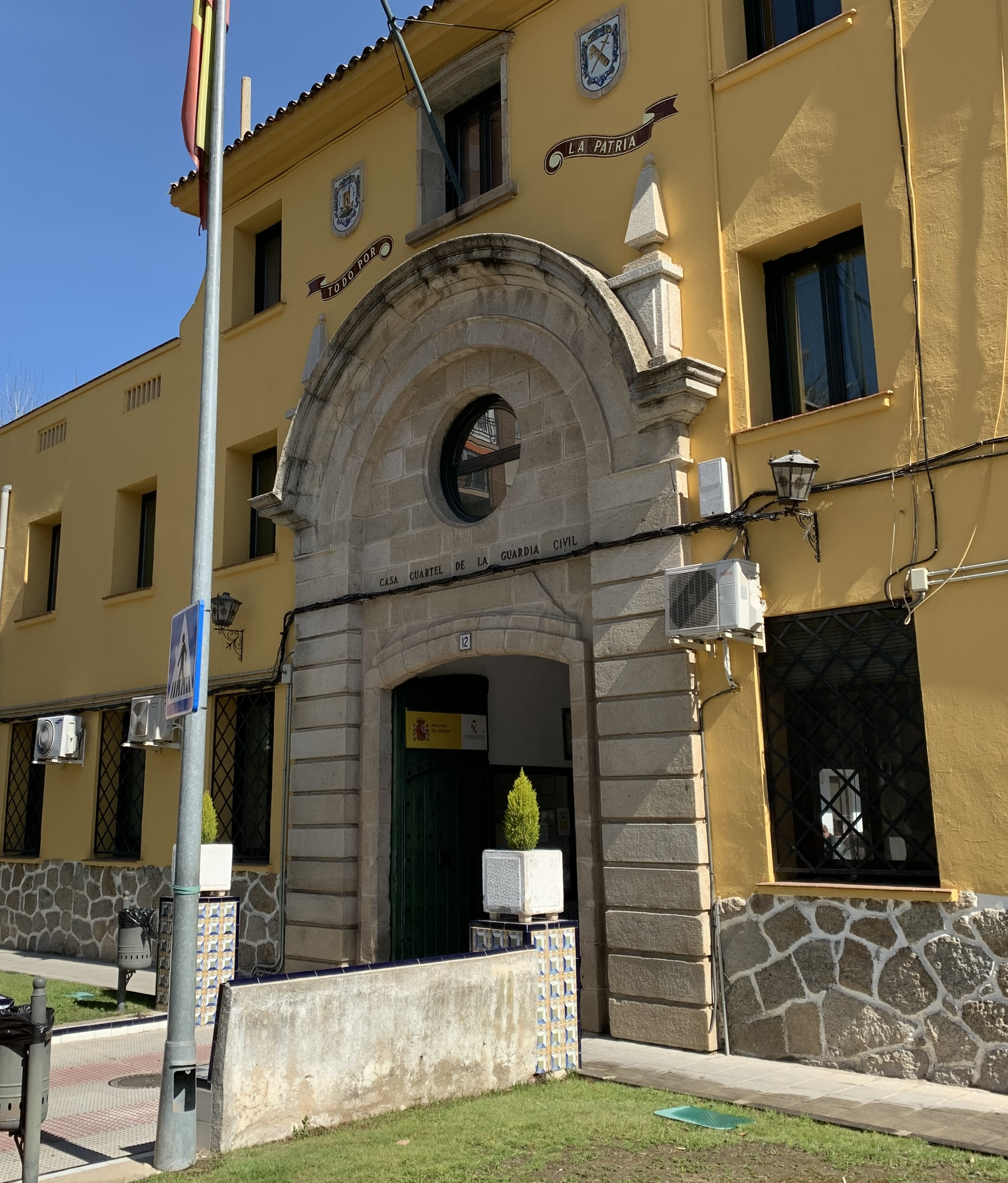
Portada central de la antigua Casa de la Hilanza, en el cuartel Guardia Civil de Talavera de la Reina.

Los restos presentes en la ciudad son la portada de la Casa de la Hilanza, pues la que luce el cuartel de la Guardia Civil de Talavera de la Reina, y la Casa de los Molinos Nuevos, única construcción que se ha conservado en pie, precisamente, por deseo de los vecinos. Además, en 2007, en la planta baja de este último edificio se encontraron las máquinas y molinos en su lugar original de funcionamiento. Por otro lado, en el exterior de la Basílica de Nuestra Señora del Prado, en el muro de su cabecera, puede verse un blasón granítico de la fábrica, y en el interior del templo se custodian mantos fabricados para la Virgen del Prado.
Entre los productos que salieron de la fábrica y que aún se conservan, hay que hablar de las casullas de la sacristía de la Iglesia de San Andrés: parte de ellas fueron fabricadas durante la segunda mitad del siglo XVIII en la Real Fábrica de Sedas, pues hay que recordar que algunas de sus instalaciones estaban muy próximas a la parroquia. Así, en las casullas puede observarse el tratamiento que en la industria talaverana se le daba a la seda, pues están hechas de este material, con sus respectivos hilos de oro y plata.

Además, el recuerdo de la fábrica de seda de Talavera de la Reina se mantiene en los nombres de algunas calles de la ciudad y, de este modo, algunos topónimos talaveranos, ubicados alrededor del barrio de la Puerta de Cuartos, homenajean los trabajos que en la zona se realizaban: la Calle Fundería, la Calle Las Hilanderas, la Calle Grisetas, el Patio de San José, la Avenida Real Fábrica de Seda...

Algunas calles de Talavera de la Reina que conmemoran a la manufactura real.
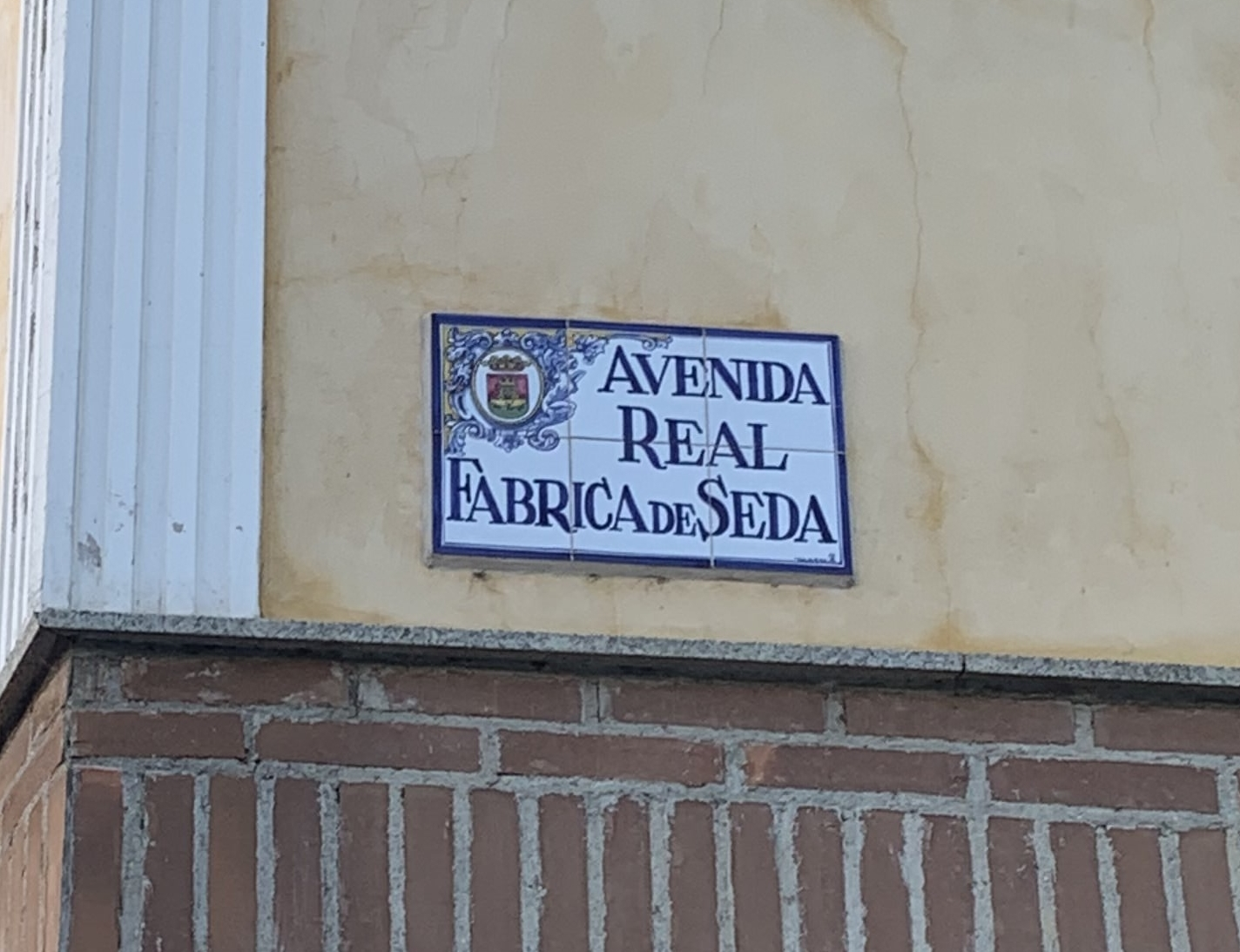
Placa municipal de la Avenida Real Fábrica de Seda.
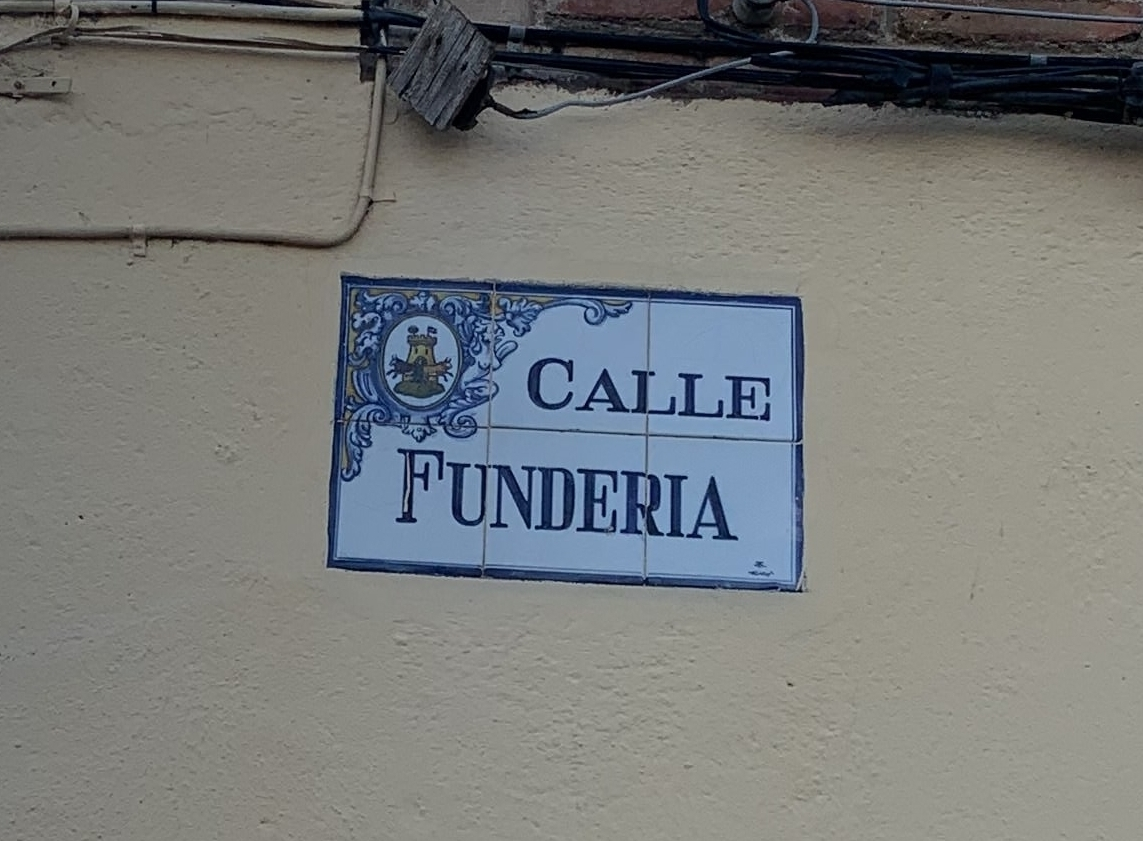
Placa municipal de la Calle Fundería.
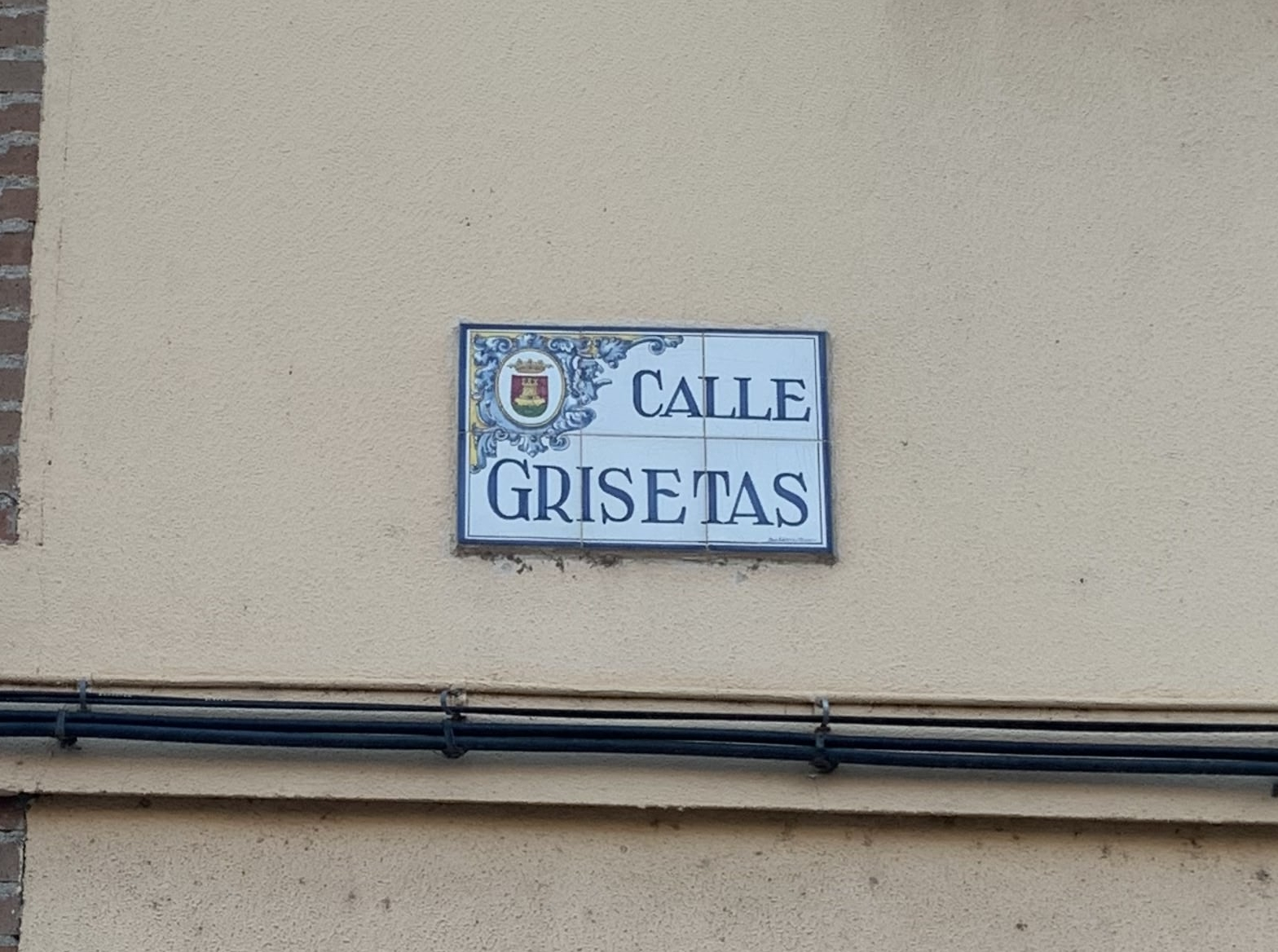
Placa municipal de la Calle Grisetas.
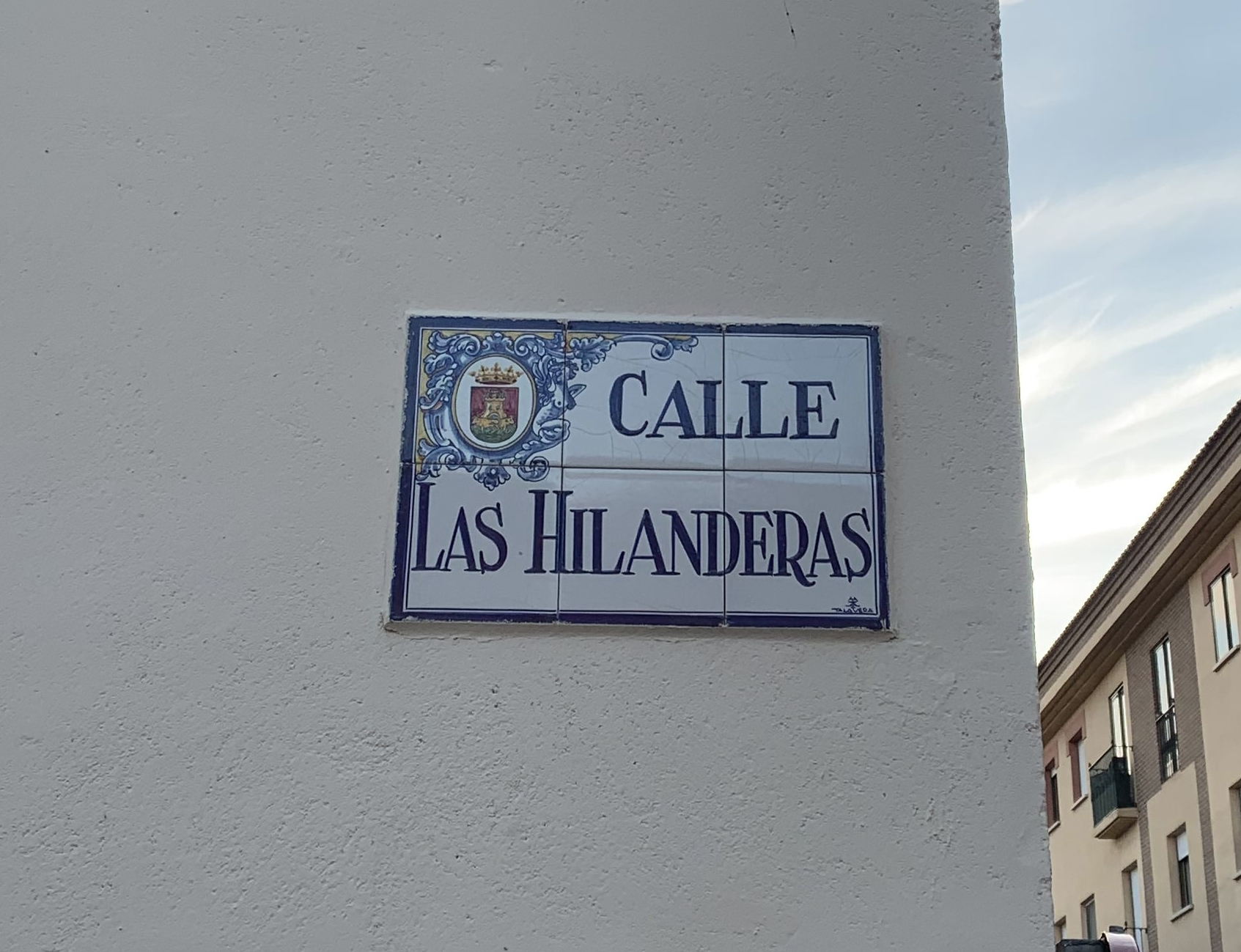
Placa municipal de la Calle Las Hilanderas.